# Gerrit-Jan Leenders
Gerrit-Jan Leenders is een Nederlands consultant, coach en spreker, maar de Nederlandse muziekwereld kent hem vooral vanwege zijn werk voor Bovema.
Leenders was medewerker A&R (Artist and Repertoire) en muziekproducent, hetgeen rond 1971 resulteerde in eerste output. Hij was destijds vooral actief binnen Imperial, onderdeel van EMI Music en later ook Phonogram. Hij was daarin collega van Klaas Leyen en Tim Griek binnen Bovema tegenover Philips/Polydor-collegae Peter Koelewijn, Hans van Hemert en Jaap Eggermont. Hij had namens Bovema wel zitting in talentenjachten. Hij begeleidde onder meer The Shepherds, Jules de Corte en Lowland Trio. In de periode 1972 en 1976  en in 1981 was hij onder meer verbonden aan de band Kayak. Ook Kaz Lux, Earth & Fire (hit Weekend), Tony Willé en Lori Spee maakten gebruik van zijn diensten. Tot op heden wordt zijn naam steeds weer genoemd als een van zijn werken weer een heruitgave krijgt. Voor wat betreft Kayak vond hij het album Royal Bed Bouncer het beste album dat de band maakte, aldus Leenders in 2022.